# Transtorno de pânico
Perturbação de pânico (português europeu) ou transtorno de pânico (português brasileiro), é uma perturbação de ansiedade caracterizada por ataques de pânico recorrentes e inesperados. Os ataques de pânico são períodos de medo intenso que podem ser acompanhados de palpitações, suores, tremores, falta de ar, entorpecimento ou a sensação de que algo terrível está para acontecer.  Os sintomas são diversos e manifestam-se subitamente e o pico de intensidade ocorre em apenas alguns minutos. A pessoa pode manifestar ansiedade em relação a novos ataques e tende a evitar locais onde no passado ocorreram ataques.
Desconhecem-se as causas exatas dos ataques de pânico. Em muitos casos verificam-se antecedentes familiares da condição. Entre os fatores de risco estão fumar, o stresse psicológico ou antecedentes de abuso infantil. O diagnóstico requer que sejam descartadas outras potenciais causas de ansiedade, incluindo outras perturbações mentais, condições médicas como doenças cardiovasculares ou hipertiroidismo ou consumo de drogas. O rastreio da condição pode ser feito com um questionário.
A perturbação de pânico é geralmente tratada com aconselhamento psiquiátrico e medicação. O tipo de aconselhamento usado é geralmente terapia cognitivo-comportamental, a qual é eficaz em mais de metade das pessoas. Entre os medicamentos administrados estão antidepressivos e, em alguns casos, benzodiazepinas ou betabloqueadores.  Após o fim do tratamento, a condição volta a ocorrer em 30% das pessoas.
A perturbação de pânico afeta cerca de 2,5% da população em algum momento da vida. A condição começa-se geralmente a manifestar durante a adolescência ou no início da idade adulta, mas pode afetar qualquer faixa etária. É menos comum entre crianças e idosos. A condição é mais comum entre mulheres do que entre homens.

## Causa
O sistema de "alerta" normal do organismo — o conjunto de mecanismos físicos e mentais que permite que uma pessoa reaja a uma ameaça — desencadeia-se desnecessariamente na crise de pânico, sem perigo iminente real. Pessoas ansiosas são mais suscetíveis ao problema do que outras, o que envolve tanto fatores genéticos quanto aprendidos na convivência familiar, escolar e social. Entretanto, há muitas pessoas que desenvolvem este transtorno mesmo sem ter antecedente familiar.[carece de fontes?]
O cérebro produz substâncias chamadas neurotransmissores que são responsáveis pela comunicação que ocorre entre os neurônios (células do sistema nervoso). Estas comunicações formam mensagens que irão determinar a execução de todas as atividades físicas e mentais de nosso organismo (ex: fome, sono, prazer, tristeza, etc). Um desequilíbrio na produção destes neurotransmissores pode levar algumas partes do cérebro a transmitir informações e comandos incorretos. Isto é exatamente o que ocorre em uma crise de pânico: existe uma informação incorreta alertando e preparando o organismo para uma ameaça ou perigo que na realidade não existe. É como se tivéssemos um despertador que passa a tocar o alarme em horas inapropriadas. No caso do Transtorno do Pânico os neurotransmissores que encontram-se em desequilíbrio são a Serotonina e o GABA (ácido gabaérgico) nas áreas ao redor do hipocampo e amígdala cerebelosa.
A amígdala cerebelosa tem papel crucial na mediação dos estímulos sensitivos provenientes do tálamo e córtex sensitivo. A substância cinzenta periaquedutal também está envolvida na mediação da ansiedade e do pânico. Uma diminuição do metabolismo de glicose e na quantidade de receptores de serotonina tipo 1A nessa região podem dificultar o autocontrole de ansiedade e dificultar o relaxamento.

## Sintomas

Cafeína, lactato de sódio, isoproterenol, dióxido de carbono excessivo e outras substâncias podem desencadear crises em pessoas com pânico, enquanto apenas elevam a ansiedade em pessoas saudáveis.

O transtorno de pânico é caracterizado por crises súbitas frequentemente incapacitantes e recorrentes. Os sintomas físicos de uma crise de pânico aparecem subitamente, sem causas aparentes ou por meio de ansiedade excessiva motivada por estresse, perdas, aborrecimentos ou expectativas. Depois de ter uma crise de pânico a pessoa pode desenvolver medos irracionais, chamados fobias, dessas situações e começar a evitá-las.[carece de fontes?]
Os sintomas são como uma preparação do corpo para fuga de uma ameaça real (sistema simpático). A adrenalina provoca alterações fisiológicas que preparam o indivíduo para o enfrentamento desse perigo como:
- Aumento da frequência cardíaca (com concentração do sangue na cabeça e membros);
- Aumento da frequência respiratória (hiperventilação);
- Ressecamento da boca;
- Sensação de falta de ar (ocasionada pela não estimulação dos nervos sensitivos intranasais);
- Medo de morte iminente

Durante a hiperventilação, o organismo excreta uma quantidade acima  de gás carbônico desequilibrando o controle do equilíbrio ácido-básico do sangue. Quando ocorre diminuição do gás carbônico ocorre também um aumento no pH sanguíneo (alcalose metabólica) e, consequente a isso, uma maior afinidade da albumina plasmática pelo cálcio circulante, o que irá se traduzir clinicamente por uma hipocalcemia relativa (redução na quantidade de cálcio livre).  Sentem-se os sintomas dessa hipocalcemia relativa em todo o organismo:
- Sistema nervoso central: ocorre vasoconstrição arterial que se traduz em vertigem, escurecimento da visão, sensação de desmaio.
- Sistema nervoso periférico: ocorre dificuldade na transmissão dos estímulos pelos nervos sensitivos, ocasionando parestesias (formigamentos) que possuem uma característica própria: são centrípetos, ou seja, da periferia para o centro do corpo. O indivíduo se queixa de formigamento que acomete as pontas dos dedos e se estende para o braço (em luva, nas mãos; em bota, nos pés), adormecimento da região que compreende o nariz e ao redor da boca (característico do quadro).
- Musculatura esquelética:  a hipocalcemia causa aumento da excitabilidade muscular crescente que se traduz inicialmente por tremores de extremidades, seguido de espasmos musculares (contrações de pequenos grupos musculares: tremores nas pálpebras, pescoço, tórax e braços) e chegando até a tetania (contração muscular persistente).  Em relação à tetania, é comum a queixa de dificuldade para abertura dos olhos (contratura do músculo orbicular dos olhos), dor torácica alta (contratura da porção superior do esôfago), sensação de aperto na garganta (contração da musculatura da hipofaringe, notadamente da cricofaríngeo), de abertura da boca (contratura do masseter e de músculos faciais — sinal de Chvostec), e contratura das mãos (mão de parteiro — sinal de Trousseau). São muito frequentes as câimbras.

Alguns indivíduos enfrentam esses episódios regularmente, diariamente ou semanalmente. Os sintomas externos de um ataque de pânico geralmente causam experiências sociais negativas (como vergonha, estigma social, ostracismo etc.). É comum que o medo persista e seja generalizado gerando agorafobia (medo de locais considerados como desprotegidos).[carece de fontes?]

## Epidemiologia
É mais comum em adolescentes e jovens adultos, cerca de metade dos indivíduos que têm transtorno de pânico o manifestam entre os 15 e os 30 anos. Mulheres são duas vezes mais propensas a desenvolverem o transtorno de pânico do que os homens.[carece de fontes?]
O transtorno de pânico pode durar meses ou mesmo anos, dependendo de como e quando o tratamento é realizado.  Se não tratado, pode piorar a ponto de afetar seriamente a vida social do indivíduo, que tenta evitar os ataques e acaba os tendo. De fato, muitas pessoas tiveram problemas com amigos e familiares ou perderam o emprego em decorrência do transtorno de pânico.[carece de fontes?]
Alguns indivíduos podem manifestar os sintomas frequentemente durante meses ou anos enquanto outros passam anos sem qualquer sintoma. Existem também algumas evidências de que muitos indivíduos, especialmente os que desenvolvem os sintomas ainda jovens, podem parar de manifestar os sintomas naturalmente depois dos 50 anos.[carece de fontes?]

## Tratamento
Em decorrência dos sintomas perturbadores que acompanham o transtorno de pânico, frequentemente é confundido com outras doenças em emergências de hospitais. Tal confusão pode agravar o quadro do indivíduo.  Devem-se fazer muitos exames para descartar outras possibilidades, gerando ainda mais ansiedade.[carece de fontes?]
O tratamento do transtorno de pânico inclui medicamentos para ansiedade e psicoterapia. O uso de uma nova técnica denominada estimulação magnética transcraniana repetitiva também pode ser útil.[carece de fontes?]
Durante as crises pode-se utilizar uma técnica simples para diminuir o mal estar, sobretudo no peito: inspirar o ar pelo nariz até inflar totalmente a caixa torácica, prendê-lo por dois a quatro segundos, e soltar o ar bem devagar pela boca.  Pode-se repetir o exercício algumas vezes até a melhora da sensação de dor ou desconforto no peito.  O aprendizado do controle dos sintomas pelo controle da respiração é extremamente útil no tratamento a longo prazo da síndrome de pânico.[carece de fontes?]
Os profissionais de saúde mental que tipicamente acompanham um indivíduo no tratamento do transtorno de pânico são os psiquiatras, psicólogos, terapeutas ocupacionais e assistentes sociais. Para prescrever um tratamento medicamentoso para o transtorno de pânico, o indivíduo deve procurar um médico (geralmente um psiquiatra).[carece de fontes?]
A psicoterapia é tipicamente assistida por psicólogo , enquanto que  o psiquiatra é, por formação, o mais preparado para a prescrição de medicamento.  Medicamentos ou técnicas modernas podem ser utilizadas para quebrar a conexão psicológica entre uma fobia específica e os ataques de pânico.[carece de fontes?]

### Medicamentos
- Antidepressivos: tomados regularmente para constituir uma resistência à ocorrência dos sintomas.  Embora tais medicamentos sejam descritos como "antidepressivos", o seu mecanismo de ação, voltado para inibição da recaptação de serotonina, é apontado para o efeito antipânico. Muitos indivíduos com o transtorno de pânico não apresentam os sintomas clássicos da depressão e podem achar que os medicamentos foram prescritos erroneamente, por isso é importante a orientação do médico ao prescrever, assim como a combinação com a psicoterapia. Classes de antidepressivos comumente utilizados:
  - ISRS
  - IMAO
- Ansiolíticos (benzodiazepínicos): ministrados durante um episódio de ataque de pânico, não trazem nenhum benefício se usados regularmente (a não ser que os ataques de pânico sejam frequentes). Se não utilizados exatamente como prescritos, podem viciar. Geralmente são mais eficazes no começo do tratamento, quando as propriedades de resistência dos antidepressivos ainda não se consolidaram.
- Estimulação magnética transcraniana repetitiva: é uma técnica indolor que atinge o cérebro de maneira não invasiva, usada desde 1985 em neurologia e desde 1997 no campo da psiquiatria, que pode beneficiar pacientes refratários, ou seja, nos quais diversas combinações de medicamentos não foram eficazes.[carece de fontes?]

### Prognóstico
A exposição múltipla e cautelosa ao elemento fóbico (associado à doença) sem causar ataques de pânico (com ajuda de medicação e técnicas de controle da ansiedade) podem quebrar o padrão de ansiedade-pânico, possibilitando ao indivíduo posteriormente controlar as crises sem necessitar de medicação. Algumas fobias que se desenvolvem como resultado dos ataques de pânico podem ser eliminadas sem medicação por meio de psicoterapia ou simplesmente pela exposição.[carece de fontes?]
Em geral, a combinação da psicoterapia com medicamentos produz bons resultados. Alguns avanços podem ser notados num período de seis a oito semanas.  Muitas vezes, a busca pela combinação correta de medicamentos (e mesmo de um médico com o qual o indivíduo se sinta confortável) pode levar algum tempo. Assim, um tratamento apropriado acompanhado por um profissional experiente pode prevenir o ataque de pânico ou ao menos reduzir substancialmente sua frequência e severidade, significando a recuperação e ressocialização do paciente (se for o caso). Recaídas podem ocorrer, mas geralmente são tratadas com eficácia da mesma forma que o primeiro episódio.[carece de fontes?]
Em adição, pessoas com transtorno de pânico podem precisar de tratamento para outros problemas emocionais. A depressão geralmente está associada ao transtorno de pânico, assim como pode haver alcoolismo e uso de outras drogas. Pesquisas sugerem que tentativas de suicídio são mais frequentes em indivíduos com transtorno de pânico, embora tais pesquisas ainda sejam bastante controversas.[carece de fontes?]